# Nibea albiflora
Nibea albiflora és una espècie de peix de la família dels esciènids i de l'ordre dels perciformes.

## Morfologia
- Els mascles poden assolir 43,5 cm de longitud total i 1.479 g de pes.[4][5]

## Depredadors
A la Xina és depredat per Paralichthys olivaceus.

## Hàbitat
És un peix marí, de clima temperat (32°N-23°N) i bentopelàgic que viu entre 25-80 m de fondària.

## Distribució geogràfica
Es troba a l'oceà Pacífic nord-occidental: el sud del Japó, Hong Kong i el mar de la Xina Oriental.

## Ús comercial
És emprat en la medicina tradicional xinesa.

## Observacions
És inofensiu per als humans.